# Pyoseon-myeon
Pyoseon-myeon (koreanska: 표선면) är en socken i kommunen Seogwipo i provinsen Jeju i den södra delen av Sydkorea, 500 km söder om huvudstaden Seoul.  Pyoseon-myoen ligger på södra delen av ön Jeju cirka 35 km sydöst om öns huvudort Jeju.